# Imru' al-Qais

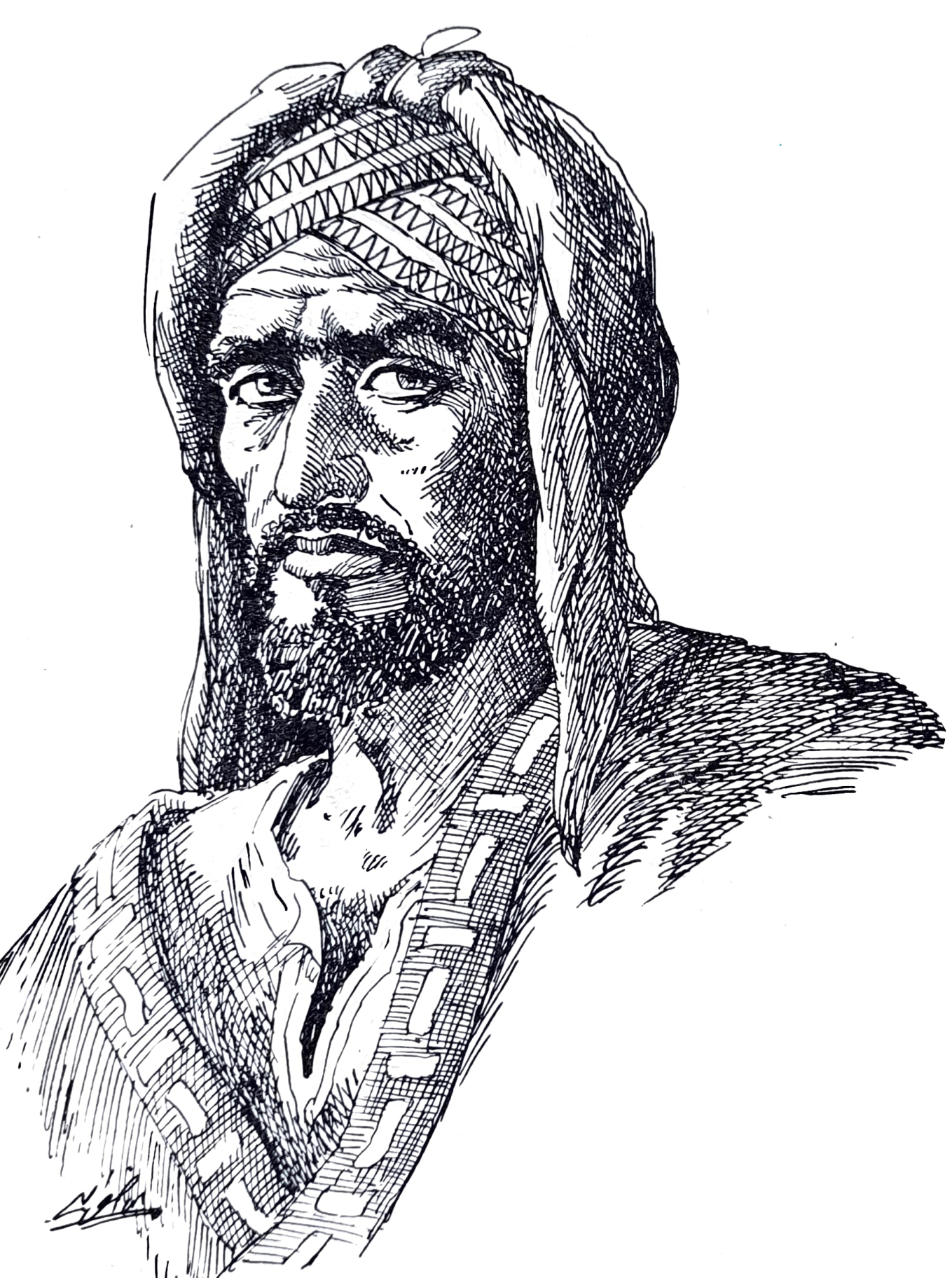
Imru' al-Qais, Zeichnung, Urheber unbekannt

Imru' al-Qais, vollständiger Name Imruʾ al-Qais ibn Hudschr ibn al-Hārith al-Kindī (arabisch امرؤ القيس بن حُجر بن الحارث الكندي; geb. zu Beginn des 6. Jahrhunderts; gest. um 550) war ein beduinischer Dichter aus der vorislamischen Zeit. Einzelheiten zu seiner Biographie stammen hauptsächlich aus der zweiten Hälfte des 8. Jahrhunderts und sind widersprüchlich überliefert. Mit Gewissheit jedoch gilt er für die damalige Zeit als der größte vorislamische Dichter in arabischer Sprache.

## Leben
Sein Vater Hudschr ibn al-Hārith war der letzte König von Kinda im heutigen Jemen und den Himyariten tributpflichtig; seine Mutter stammte aus dem Stamm der Taghlib. Sein Onkel mütterlicherseits, Adī ibn Rabīʿa genannt Muhalhil (gest. um 531), soll ihn in die Dichtkunst eingeführt haben. Seit frühester Jugend schrieb Imru' al-Qais Gedichte mit Schilderungen von Naturszenen, Trinkgelagen und Liebesschmerz. Insbesondere seine erotische Poesie soll den Zorn des Vaters erregt haben, der ihn daraufhin vertrieb. Nach der Ermordung seines Vaters durch Angehörige des Stammes der Banu Asad führte Imru' al-Qais ein unstetes Wanderleben, was ihm den Beinamen Umherirrender König (arabisch الملك الضلّيل) einbrachte. Um seinen Vater zu rächen, begab er sich auf die Suche nach Verbündeten und suchte dann Schutz vor dem König von Al-Hīra, dessen Truppen ihn verfolgten. Im Palast des Prinzen Samaw'al in der Oase Tayma soll er Zuflucht gefunden haben. Nach einer Legende habe er sich nach Konstantinopel begeben und sei dort von Justinian empfangen worden, jedoch auf der Rückreise in der Nähe von Ancyra von einem Abgesandten des römischen Kaisers umgebracht worden.

## Werk
Wie zahlreiche beduinische Dichter der Dschāhilīya soll Imru' al-Qais seine Eingebungen von einem Dschinn erhalten haben, dem er in einem abgelegenen Wadi der Wüste im Nadschd begegnet sein soll und der sich Lāfiz ibn Lāhiz (لافظ بن لاحظ) nannte. Seine Gedichtsammlung wurde ab dem 8. Jahrhundert von Überlieferern aus Basra und Kufa zusammengestellt. Seine Qasida erscheint stets an erster Stelle der Anthologie Mu'allaqat. Hier der Beginn des Gedichts, in der Übersetzung von Philipp Wolff.
O steht doch, laßt der Theuren uns bringen Thränenzoll

Sowie dem Sandabhange bei Chaumal und Dachol,

Der Stätte auch von Tudich und Makrat, wo noch stehn

Wohnspuren unverwischet, trotz Süd- und Nordwinds Wehn.

Auf ihren Lagerplätzen und Feldern sind zu schaun

Hirschspuren, hingestreuet wie Pfefferkörner traun.

Als hätt ich an dem Morgen, da sie geschieden sind

Bei des Stamms Dorngebüschen zerstoßen Coloquint.

Hier haltend mit den Thieren sprachen die Freund' mich an:

Laß doch vom Schmerz dich nimmer verzehren, sei ein Mann!
Dasselbe Gedicht hat Goethe, wahrscheinlich zusammen mit Herder, aus einer englischen Übersetzung von William Jones ins Deutsche übertragen, von welcher die Anfangsverse erhalten sind:
Haltet lasst uns hier an der Stelle der Erinnerung weinen

Dort wars, am Rande des geschwungen sandigen Hügels

Dort stand ihr Zelt umher das Lager.

Noch sind die Spuren nicht völlig verloschen

So sehr auch der Nordwind und der Südwind

Den stiebenden Sand durcheinander gewoben.

Und mir zur Seite hielten die Gefährten still

Und sprachen vergeh nicht in Verzweiflung sey gedultig.
Anregungen aus diesem Gedicht von Imru' al-Qais sind später auch in Goethes West-östlichen Divan eingeflossen.